# Gert Claes
Gert Claes (Koersel, 17 december 1967 – Leuven, 29 juli 2017) was een Belgisch wielrenner met een carrière van 35 jaar.

## Carrière
Gert Claes begon in 1982 met wielrennen en sloot zich in 1983 officieel aan als nieuweling bij de ploeg Sport & Steun. Als wielrenner was hij een echte "kermiscoureur" en doorliep hij alle categorieën: nieuweling, junior, belofte en elite zonder contract. Hij maakt evenwel nooit de overstap naar de profs maar wist in 2000 wel de profwedstrijd Memorial Philippe Van Coningsloo te winnen.

## Overlijden
Op 21 juni 2017 sloeg het noodlot toe tijdens de Stadsprijs te Tienen. Claes kwam door onduidelijke omstandigheden zwaar ten val en verloor onmiddellijk het bewustzijn. Hij werd met zware verwondingen afgevoerd naar het UZ te Leuven. Daar kwam enkele dagen later aan het licht dat hij onherstelbare schade aan de hersenen had opgelopen en de kans klein was dat hij ooit nog wakker werd.
Na een gevecht van ruim vijf weken in coma staakte Gert Claes de strijd op 29 juli 2017 in het UZ te Leuven in de nabijheid van zijn familie.

## Palmares
1988
- 2e in Bunsbeek (Vlaams-Brabant)

1989
- 2e in Hulshout (Antwerpen)

1990
- 2e in 2e etappe Ronde van Luik

1991
- 2e in 1e etappe Ronde van Limburg
- 3e in 3e etappe Ronde van Limburg
- 4e in Belgisch kampioenschap wielrennen voor elite zonder contract

1992
- 2e in 3e etappe deel B Ronde van Limburg

1993
- 3e in 4e etappe Ronde van Limburg
- 1e in Oplinter (Vlaams-Brabant)
- 4e in Molenbeek-Wersbeek (Vlaams-Brabant)
- 2e in Waanrode (Vlaams-Brabant)
- 1e in Hamme (Oost-Vlaanderen)
- 1e in Beervelde (Oost-Vlaanderen)

1994
- 2e in Drieslinter (Vlaams-Brabant)
- 2e in 2e etappe Ronde van Limburg
- 2e in 4e etappe Ronde van Limburg
- 3e in Haacht (Vlaams-Brabant)
- 1e in Lanklaar (Limburg)
- 1e in Schulen (Limburg)
- 3e in 2e etappe deel A Ronde van de Provincie Antwerpen
- 1e in 4e etappe Ronde van de Provincie Antwerpen
- 3e in Leuven (Vlaams-Brabant)

1995
- 2e in Veltem-Beisem (Vlaams-Brabant)
- 3e in Tienen (Vlaams-Brabant)
- 2e in Rillaar (Vlaams-Brabant)
- 2e in Molenbeek-Wersbeek (Vlaams-Brabant)
- 1e in Tremelo (Vlaams-Brabant)

1996
- 1e in Merchtem (Vlaams-Brabant)

1998
- 3e in 2e etappe Ronde van de Provincie Antwerpen
- 2e in 3e etappe Ronde van de Provincie Antwerpen
- 2e in Hoeilaart (Vlaams-Brabant)

1999
- 3e in Hingene (Antwerpen)
- 3e in Gouden Pijl Haasrode, Interclub
- 3e in Hingene (Antwerpen)

2000
- 1e in Memorial Philippe Van Coningsloo

2001
- 3e in Niel (Antwerpen)
- 3e in Schaal Marcel Indekeu, Hulshout (Antwerpen)

2002
- 2e in Mariekerke (Antwerpen)
- 2e in Binderveld-Nieuwerkerken (Limburg)
- 2e in Velm, Sint-Truiden (Limburg)
- 1e in Herk-de-Stad (Limburg)

2003
- 3e in Liedekerkse Pijl, Interclub 1
- 1e Limburgs Kampioenschap eliten zonder contract
- 2e in Velm, Sint-Truiden (Limburg)
- 3e in Hoeleden (Brabant)
- 1e in Ramsel (Antwerpen)

2010
- 1e in Helchteren/Houthalen-Helchteren (Limburg)

2011
- 3e in Nijlen (Antwerpen)

2012
- 3e in Keerbergen (Vlaams-Brabant)
- 1e in Ulbeek-Wellen (Limburg)

2013
- 4e in Schaal Egide Schoeters IC 1, Beveren-Waas (Oost-Vlaanderen)
- 3e in Montenaken (Limburg)

2014
- 1e in Helchteren/Houthalen-Helchteren (Limburg)

2016
- 3e in Sint-Lambrechts-Herk (Limburg)